# 亨利·塞胡多
亨利·卡洛斯·塞胡多（英語：Henry Carlos Cejudo，1987年2月9日—），美国职业综合格斗与自由式摔跤运动员。他是前终极格斗冠军赛（UFC）蝇量级和雏量级冠军。他是历史上第四位同时获得两个不同体量级别冠军头衔的UFC选手，也是第二位在两个不同级别卫冕的选手。他还是唯一同时获得过奥运会金牌与UFC冠军头衔的运动员。由于他在综合格斗和自由式摔跤领域的成就，他被认为是有史以来最伟大的格斗运动员之一。
2008年，塞胡多在2008年夏季奥运会55公斤级自由式摔跤比赛中夺冠，他也以21岁的年龄成为美国历史上最年轻的奥运摔跤冠军（该纪录后来被20岁的凯尔·斯奈德于2016年打破）。此外，他还曾获得过2007年泛美运动会冠军以及多次泛美大陆和全美冠军。
塞胡多于2013年起开始其综合格斗生涯。2018年8月，他在与狄米崔斯·约翰逊的二番战中获胜，获UFC蝇量级冠军金腰带。2019年1月卫冕成功。此后转战雏量级。同年6月，他在与马龙·莫拉斯的雏量级冠军争夺战中技术击倒对手获胜，夺得雏量级冠军金腰带。
2020年5月9日，塞胡多在其雏量级卫冕战的第二轮中技术击倒对手多米尼克·克鲁兹，成功卫冕雏量级冠军。赛后他正式宣布退役。